# ネブラスカ (戦艦)
| USS Nebraska BB-14 |                                                                                            |
| 艦歴               |                                                                                            |
| 発注:              |                                                                                            |
| 起工:              | 1902年7月4日                                                                               |
| 進水:              | 1904年10月7日                                                                              |
| 就役:              | 1907年7月1日                                                                               |
| 退役:              | 1920年7月2日                                                                               |
| その後:            | スクラップとして売却                                                                       |
| 性能諸元           |                                                                                            |
| 排水量:            | 16,094 トン                                                                                |
| 全長:              | 441 ft 3 in                                                                                |
| 全幅:              | 76 ft 2 in                                                                                 |
| 吃水:              | 25 ft 10 in                                                                                |
| 機関:              |                                                                                            |
| 最大速:            | 19ノット                                                                                   |
| 航続距離:          |                                                                                            |
| 兵員:              | 士官、兵員1,108名                                                                          |
| 兵装:              | 12インチ砲4門 8インチ砲8門 6インチ砲12門 1ポンド砲24門 30口径機銃4門 21インチ魚雷発射管4門 |

ネブラスカ(USS Nebraska, BB-14)は、アメリカ海軍の戦艦。バージニア級戦艦の2番艦。艦名はネブラスカ州に因む。元の艦名はペンシルベニアであった。

## 艦歴
1902年7月4日にワシントン州シアトルのモラン・ブラザース社で起工し、1904年10月7日にマリー・N・ミッキー（ネブラスカ州知事ジョン・H・ミッキーの娘）によって命名、進水、1907年7月1日に初代艦長レジナルド・F・ニコルソン大佐の指揮下で就役した。
ネブラスカは1908年5月6日にサンフランシスコでアラバマと交代でグレート・ホワイト・フリートに加わった。7月7日にサンフランシスコを出港した艦隊はホノルル、オークランド、シドニー、メルボルン、マニラ、横浜、コロンボを訪れ、1909年1月3日にスエズに着いた。9日にメッシーナを艦隊は出港し、ナポリ、ジブラルタルを訪れ、2月22日にハンプトンローズに着いた。
ネブラスカは1909年のハドソン・フルトン祭(Hudson-Fulton Celebration)、1912年のルイジアナ百年祭(Louisiana Centennial)に参加した。
1917年4月6日にアメリカは第一次世界大戦に参戦したが、この時ネブラスカは修理中であった。4月13日にボストンを出港してネブラスカは大西洋艦隊とのチェサピーク湾地域での演習に向かった。その後は東海岸で単独で行動し、1918年4月15日に修理のためノーフォーク海軍工廠に入った。
1917年5月16日、ネブラスカはウルグアイの特命全権公使、Carlos M. DePenaの遺体を載せてハンプトンローズを出港、6月10日に太平洋艦隊の旗艦ピッツバーグと共にモンテビデオに到着し、遺体を引き渡した。ネブラスカは6月15日にモンテビデオを出港して7月26日にハンプトンローズに戻った。
1917年9月17日、ネブラスカは18隻の商船からなる船団の護衛としてニューヨークを出港した。10月3日にハンプトンローズに戻った後ネブラスカはさらに2度船団護衛を行った。
ネブラスカは1918年12月30日から1919年6月21日までに4度アメリカとフランス、ブレストの間の航海をおこない、4,540名の兵士を運んだ。その後は西海岸で行動し、1920年7月2日に退役した。ネブラスカはワシントン海軍軍縮条約によって廃艦となり、スクラップとして売却された。